# Lithacodia albidula
Lithacodia albidula là một loài bướm đêm trong họ Noctuidae.